# Ray V. Pierce
 Ray Vaughn Pierce (* 6. August 1840 in Stark, Herkimer County, New York; † 4. Februar 1914 auf St. Vincent Island, Florida) war ein US-amerikanischer Politiker. In den Jahren 1879 und 1880 vertrat er den Bundesstaat New York im US-Repräsentantenhaus.

## Werdegang
Ray Pierce besuchte sowohl öffentliche als auch private Schulen. Nach einem anschließenden Medizinstudium am Eclectic Medical College in Cincinnati (Ohio) und seiner 1862 erfolgten Zulassung als Arzt begann er in Titusville (Pennsylvania) in diesem Beruf zu arbeiten. Im Jahr 1867 zog er nach Buffalo im Staat New York, wo er Arzneien herstellte und verkaufte. Er gründete auch das Invalids’ Hotel and Surgical Institute. Gleichzeitig schlug er als Mitglied der Republikanischen Partei eine politische Laufbahn ein. Zwischen 1877 und 1879 saß er im Senat von New York.
Bei den Kongresswahlen des Jahres 1878 wurde Pierce im 32. Wahlbezirk von New York in das US-Repräsentantenhaus in Washington, D.C. gewählt, wo er am 4. März 1879 die Nachfolge des Demokraten Daniel N. Lockwood antrat. Dieses Mandat bekleidete er bis zu seinem Rücktritt am 18. September 1880. Der Grund seines Rücktritts ist nicht überliefert. Sein Mandat fiel nach einer Sonderwahl an Jonathan Scoville.
Nach dem Ende seiner Zeit im US-Repräsentantenhaus war Pierce als Herausgeber der Fachzeitschrift Medical Adviser tätig Außerdem stellte er weiterhin Arzneien her. Er starb am 4. Februar 1914 auf der Insel St. Vincent Island, die zu Florida gehört, und wurde in Buffalo beigesetzt.